# Federico Bondioli
Federico Bondioli (* 16. Mai 2005 in Ravenna) ist ein italienischer Tennisspieler.

## Persönliches
Bondioli kommt ein einer sportbegeisterten Familie. Sein Vater Gianluca war Beach-Tennis-Profi und erreichte als dieser Platz 53 der Weltrangliste.
Seine Tennisausbildung begann Federico Bondioli im Circolo Tennis Zavaglia in Ravenna. Anschließend trainierte er bei der Urbinati Tennis Academy und unter der Anleitung von Trainer Tavelli. Später wechselte er zum Sporting Club Sassuolo, wo er unter der Leitung von Federico Buffagni und Francesco De Laurentiis trainierte. Zusätzlich absolvierte er Trainingseinheiten im Piatti Tennis Center in Bordighera, wo er mit Spielern wie Grigor Dimitrow, Jannik Sinner und Simone Bolelli trainierte.

## Karriere
Bondioli spielte zwischen 2019 und 2023 auf der ITF Junior Tour. Dort nahm er 2023 an allen vier Grand-Slam-Turnieren teil, wo er im Einzel zweimal die zweite Runde erreichte. Die größeren Erfolge gelangen ihm im Doppel. Er stand bei allen vier Turnieren mindestens im Viertelfinale, bei den Australian Open erreichte er das Halbfinale und bei den US Open verlor er mit dem Österreicher Joel Schwärzler erst das Endspiel gegen die Paarung aus Max Dahlin und Oliver Ojakäär, nachdem sie im Halbfinale die topgesetzte Paarung ausgeschaltet hatten. Im selben Jahr gewann Bondioli mit dem J500 Kairo auch seinen größten Einzeltitel sowie mit J300 Kairo (auch 2022) und dem J300 Repentigny hoch dotierte Doppeltitel. Darüber hinaus gewann er einen Einzel- und fünf Doppeltitel von niedriger bis mittlerer Relevanz. In der Junioren-Rangliste erreichte er mit Platz 12 seine höchste Notierung.
Bei den Profis spielte Bondioli 2022 seine ersten Profiturniere. Auf der ITF Future Tour gewann er 2023 seinen ersten Doppeltitel. 2024 und 2025 kamen im Doppel je zwei weitere Titel im Doppel auf der Future Tour dazu, wodurch sich Bondioli in der Tennisweltrangliste stetig verbesserte und Ende 2024 bereits auf Platz 408 stand. Im Einzel gewann er 2024 seine ersten zwei Titel, der ihn bis Platz 482 im Mai 2025 steigen ließen. Auf der höher dotierten ATP Challenger Tour gelang Bondioli 2024 in Como der erste Matcherfolg im Einzel dieser Kategorie gegen Witalij Satschko. Im September 2024 erreichte er mit seinem Landsmann Gianluca Cadenasso sein erstes Challenger-Halbfinale in Genua. Beim Rom Masters kam Bondioli im Mai 2025 zu seinem Debüt auf der ATP Tour. Er erhielt an der Seite von Carlo Alberto Caniato eine Wildcard für den Doppelwettbewerb, wo sie gegen das Top-10-Doppel Simone Bolelli und Andrea Vavassori die Überraschung schafften und mit 7:6, 6:7, [10:8] gewannen. In der Folgerunde unterlagen sie den späteren Finalisten Sadio Doumbia und Fabien Reboul in zwei Sätzen. Der Erfolg verhalf Bondioli zum Sprung bis auf Platz 270 der Rangliste.

## Erfolge
| Legende (Anzahl der Siege) |
| Grand Slam                 |
| ATP Finals                 |
| ATP Tour Masters 1000      |
| ATP Tour 500               |
| ATP Tour 250               |
| ATP Challenger Tour (1)    |

### Doppel

#### Turniersiege
| Nr. | Datum        | Turnier | Belag | Partner           | Finalgegner                        | Ergebnis |
| --- | ------------ | ------- | ----- | ----------------- | ---------------------------------- | -------- |
| 1.  | 31. Mai 2025 | Vicenza | Sand  | Stefano Travaglia | August Holmgren Johannes Ingildsen | 6:2, 6:1 |